# Hystrix gracilis
Hystrix gracilis là một loài thực vật có hoa trong họ Hòa thảo. Loài này được (Hook.f.) Kuntze mô tả khoa học đầu tiên năm 1891.